# Década de 310
Século: Século III - Século IV - Século V
Décadas: 280 290 300 - 310 - 320 330 340
Anos: 310 - 311 - 312 - 313 - 314 - 315 - 316 - 317 - 318 - 319